# Lisa Quarg
Lisa Quarg (* 1984 in Essen) ist eine deutsche Schauspielerin, Theaterregisseurin, Tänzerin und Choreographin.

## Leben
Lisa Quarg ist die Tochter eines Architekten und einer Tanzlehrerin. Neben ihrer eineiigen Zwillingsschwester Laura hat sie noch eine weitere Schwester und einen Bruder. Bereits im Kindesalter spielten die Zwillinge kleine Rollen in Opernaufführungen. In ihrer Geburtsstadt absolvierte Quarg die Folkwang Universität der Künste und schloss sie 2006 mit dem Diplom ab.
Bereits während ihrer Ausbildung war Quarg gemeinsam mit ihrer Schwester als Regisseurin und Choreographin an Produktionen der Jungen Choreographen Essen beteiligt. Auch nach Beendigung des Studiums traten und treten die Zwillinge in der Regel gemeinsam auf. Beide hatten Engagements an zahlreichen deutschen Bühnen, am Grenzlandtheater Aachen, am Staatstheater Wiesbaden, am Alten Schauspielhaus Stuttgart, am Hamburger Allee-Theater, am Pathos Transport Theater in München, in Berlin am Deutschen Theater sowie in Essen am Grillo-Theater, im Maschinenhaus oder in der Zeche Zollverein, zum Teil für Regie und Choreographie verantwortlich. Häufig sind sie auch zu Gast bei Festspielaufführungen, so bei den Gandersheimer Domfestspielen, den Freilichtspielen Schwäbisch Hall oder den Bad Hersfelder Festspielen. Hier erhielt Quarg – ebenfalls gemeinsam mit ihrer Schwester – 2015 den Hersfeld-Preis für ihre Rolle als Magd in Holk Freytags Inszenierung von Kleists Zerbrochnem Krug. Zusammen treten sie auch als Kabarett- und Comedyduo Die Goldfarb-Zwillinge auf.
2010 gründete Quarg mit ihrer Schwester und deren jetzigem Ehemann, dem Autor Tobias Bungter, in Berlin das Theater QQ, an dem sie selbstgeschriebene Stücke inszenieren. Ebenfalls gemeinsam mit ihrer Schwester wirkte Quarg in diversen Kurzfilmen mit.
Lisa Quarg ist seit Mai 2014 Mutter eines Sohnes und lebt in Berlin am Prenzlauer Berg, Wohnung an Wohnung mit ihrer Schwester.

## Filmografie
- 2012: Das tapfere Schneiderlein – Regie: Theater QQ
- 2013: Wartezimmer (Kurzfilm) – Regie: Marcel Franken
- 2013: Nacht zu dritt (Kurzfilm) – Regie: Marcel Franken
- 2013: Gruß aus der Küche (Kurzfilm) – Regie: Thomas Neumann
- 2013: Gespaltene Persönlichkeit (Kurzfilm) – Regie: Noemi Goldfarb
- 2013: Die Doppelhochzeit (Kurzfilm) – Regie: Tobias Bungter
- 2013: Marcel über den Dächern – Regie: Sebastian Stolz
- 2016: Die Kleinkriminellen – Regie: Lisa Quarg, Laura und Tobias Goldfarb